# ポール・ダナ
ポール・ダナ（Paul Dana、1975年4月15日 - 2006年3月26日）はインディカー・シリーズに出場したアメリカ合衆国のレーシングドライバー。
ミズーリ州に生まれ、モータースポーツの記者からドライバーに転身。シリーズでは3戦に出場し、最高位は10位。
2005年、インディカー・シリーズにデビューするも伝統のインディ500のプラクティスでクラッシュし背中を負傷しシーズンを棒に振った。
復帰戦となった2006年のシリーズ第1戦、ホームステッド・マイアミでのプラクティス中、クラッシュしたエド・カーペンターに追突。マシンは一瞬宙を舞い、ひっくり返ったまま路面を引きずり、さらに数十メートル先で止まった。ダナはすぐに病院に搬送されたものの、衝突の際の強い衝撃によって頚椎を骨折しており即死だった。30歳没。